# Companies House
Companies House är en brittisk statlig myndighet som har hand om bolagsregistrering i England, Wales, Skottland och Nordirland.